# Нугушевский сельсовет
Нугушевский сельсовет — муниципальное образование в Мелеузовском районе Башкортостана.
Административный центр — село Нугуш.

## История
Согласно Закону о границах, статусе и административных центрах муниципальных образований в Республике Башкортостан имеет статус сельского поселения.

## Население
| 2002  | 2009  | 2010  | 2012  | 2013  | 2014  | 2015  |
| ----- | ----- | ----- | ----- | ----- | ----- | ----- |
| 1195  | ↗1496 | ↘1382 | ↘1366 | ↘1358 | ↘1346 | ↘1345 |
| 2016  | 2017  | 2018  |       |       |       |       |
| ↘1337 | ↘1321 | ↘1299 |       |       |       |       |

## Состав сельского поселения
| № | Населённый пункт | Тип населённого пункта       | Население |
| - | ---------------- | ---------------------------- | --------- |
| 1 | Нугуш            | село, административный центр | ↘1190     |
| 2 | Сергеевка        | деревня                      | ↘191      |
| 3 | Кашаля           | деревня                      | →1        |

В 1979 году из состава сельсовета была исключена выселенная деревня Верхнеташево.

## Известные уроженцы
- Галим Давледи (9 апреля 1936 — 15 апреля 2016) — советский и российский башкирский поэт, писатель, переводчик и журналист, член Союза писателей Башкирской АССР (1968), лауреат премий имени Сергея Чекмарёва (1987) и Булата Рафикова (2005)[15].